# Liste de partis politiques promouvant les droits des animaux
Cet article liste les différents partis animalistes et antispécistes à travers le monde.

## Amérique du Nord
- Canada :
  - Parti pour la protection des animaux du Canada, fondé en 2005 ;
  - Go Vegan (en), fondé en 2011 ;
- États-Unis :
  - Humane Party (en), fondé en 2009 ;
  - Animal Rights Party USA[1], fondé en 2011.

## Amérique du Sud
- Brésil :
  - Partido Animais[2] ;
  - Parceiros da Proteção Animal[3], fondé en 2015.

## Asie
- Israël : Justice for All, fondé en 2016[4] ;
- Taïwan : Trees Party (en), fondé en 2014 ;
- Turquie : Hayvan partisi[5].

## Europe
Au Parlement européen, Animal Politics EU regroupe onze partis de pays différents.
- Allemagne : 
  - Parti de protection des animaux (Mensch Umwelt Tierschutz), fondé en 1993 ;
  - Allianz für Menschenrechte, Tier- und Naturschutz (de), fondé en 2013, scission du précédent ;
  - Partei Ethik und Tierrecht[6], actif jusqu'en 2015[7] ;
  - V-Partei3 (en), fondé en 2016 ;
  - Aktion Partei für Tierschutz ;
  - Partei für die Tiere Deutschland ;
- Autriche : 
  - Österreichische und Europäische Tierrechtspartei und Tierschutzpartei Mensch-Umwelt-Tierschutz, fondé dans les années 2000 ;
  - Animal Rights Party (en), fondé vers 2008 ;
- Belgique : DierAnimal, fondé en 2017[8] ;
- Chypre : Animal Party Cyprus[9], fondé en 2014 ;
- Danemark : 
  - Fokus, actif de 2010 à 2015 ;
  - Veganerpartiet, fondé en 2018[10] ;
- Espagne : Parti animaliste contre la maltraitance animale (Partido Animalista Contra el Maltrato Animal), fondé en 2003 ;
- Finlande : Eläinoikeuspuolue (en), fondé en 2015 ;
- France :  
  - Le Trèfle - Les nouveaux écologistes, fondé en 1993 ;
  - Les Universalistes, ex Mouvement hommes animaux nature, fondé en 1996 ;
  - Parti animaliste, fondé en 2016 ;
  - Le mouvement pour les animaux, fondé en 2022[11] ;
  - Révolution écologique pour le vivant, fondé en 2018 ;
- Irlande : Party for Animal Welfare, fondé en 2018 ;
- Italie : Parti animaliste italien (Partito animalista italiano), fondé en 2006 ;
- Pays-Bas : Parti pour les animaux (Partij voor de Dieren), fondé en 2002 ;
- Portugal : Personnes–Animaux–Nature (Pessoas–Animais–Natureza), fondé en 2009 ;
- Royaume-Uni : 
  - Animal Protection Party (en), actif de 2006 à 2016 ;
  - Animal Welfare Party (en), fondé en 2006 ;
- Suède : Djurens parti (sv), fondé en 2014 ;
- Suisse : Parti suisse pour les animaux, fondé en 2010[12].

## Océanie
- Australie : Animal Justice Party, fondé en 2009 ;
- Nouvelle-Zélande : 
  - Animals First (en), actif dans les années 1990 ;
  - Animal Justice Party Aotearoa New Zealand (en), fondé en 2022.